# Thomas FitzGerald, VII conte di Kildare

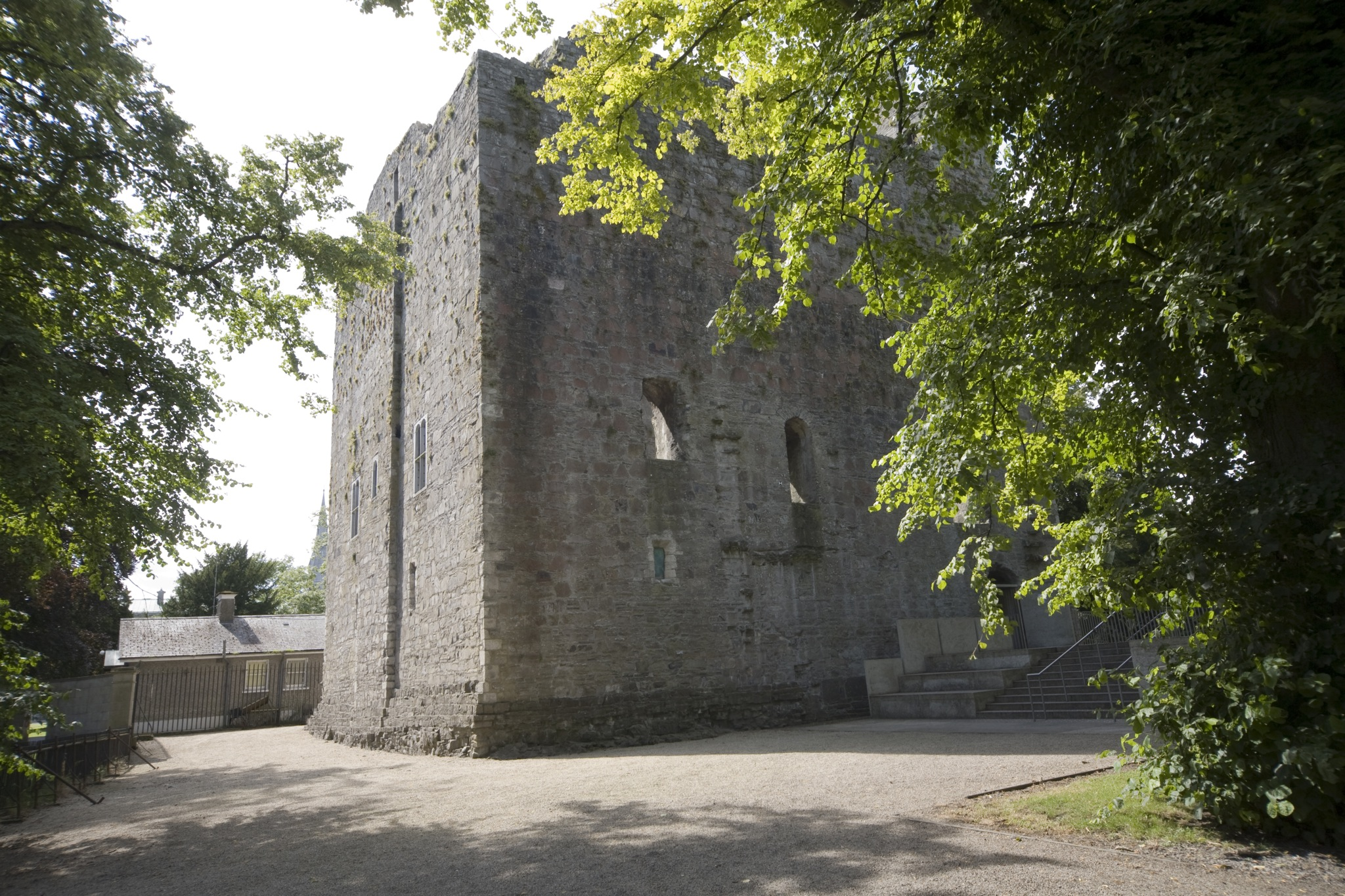
Castello di Maynooth

Thomas FitzJohn FitzGerald, VII conte di Kildare (1421 – 25 marzo 1478), è stato un nobile e politico irlandese.

## Biografia
Era il figlio di John FitzGerald, VI conte di Kildare, e di sua moglie, Margaret de la Herne. Suo padre (soprannominato "Shaun Cam" cioè John il gobbo) successe ai titoli e alle proprietà alla morte di suo fratello, Gerald FitzGerald, V conte di Kildare. John rafforzò e ampliò il castello di Maynooth, la residenza principale dei Conti di Kildare. Nel 1421 sconfisse i nativi irlandesi a Kilkea. Nel 1426 restaurò e ampliò la roccaforte del castello di Kilkea che era stata saccheggiata dagli irlandesi. Morì il 17 ottobre 1427 e fu sepolto presso il Priorato di All Hallows, appena fuori Dublino.

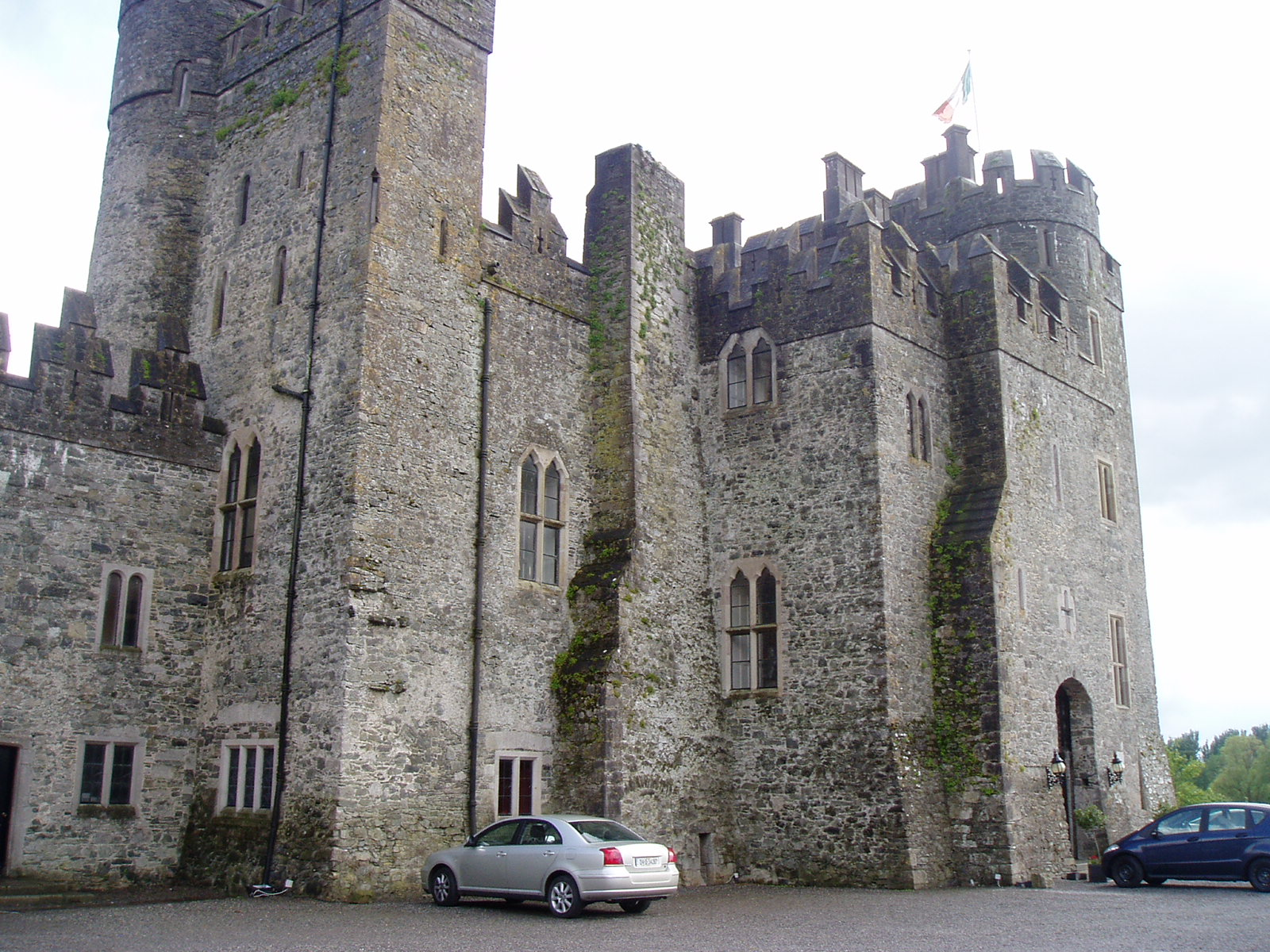
Castello di Kilkea

## Carriera
Kildare era ancora giovane quando successe al padre, che morì nel 1427. Gli ci vollero alcuni anni per sconfiggere la pretesa rivale sulla sua eredità avanzata da James Butler, IV conte di Ormonde, genero del V° conte, per diritto di sua moglie. Kildare fu Lord Justice of Ireland (1454 e 1461-1470). Intorno al 1463 fu nominato Lord Cancelliere d'Irlanda, incarico che mantenne fino al 1468. Con un decreto di Edoardo IV d'Inghilterra, gli fu concesso, come marchio di favore reale, di ricoprire a vita il titolo di Lord Cancelliere e continuò a ricevere lo stipendio della carica ed esercitare alcune delle sue funzioni fino alla sua morte nel 1478. Fu nominato deputato da Riccardo, duca di York nel 1455. Kildare riuscì a trasformare in realtà un parlamento irlandese: riunì il parlamento quattro volte e ottenne l'indipendenza legislativa per il parlamento che si riunì a Drogheda nel 1460. Fu giudice d'Irlanda fino 1462. 
Sia Kildare che suo cugino Thomas FitzGerald, VII conte di Desmond erano i leader del partito del governo locale. Nel 1468 sia Desmond che Kildare furono attaccati e le loro terre confiscate e Desmond fu decapitato a Drogheda il 14 febbraio 1468. Kildare fu più fortunato: fuggì in Inghilterra. Edoardo IV scoprì che l'Irlanda era ingovernabile senza il sostegno di Kildare. Kildare divenne di nuovo Lord Deputy sotto Giorgio Plantageneto, I duca di Clarence (1470-1478). FitzGerald era profondamente preoccupato per la difesa di The Pale, l'unica parte dell'Irlanda saldamente sotto il dominio inglese. A lui si deve in gran parte la fondazione della Confraternita di San Giorgio, corporazione militare dedita alla difesa di The Pale, nel 1474, di cui fu il primo capitano.

## Matrimoni

### Primo Matrimonio
Sposò Dorothy O'More, la figlia di Owny O'More, signore di Leix.
«Altri sostengono che Thomas il VII° conte di Kildare prima di arrivare alla contea era sposato con Dorothy, figlia di Owny o Anthony O'More, signore di Leix, dalla quale ebbe un figlio chiamato John, ma dopo aver raggiunto la contea, ripudiò la detta Dorotea e la rimandò a casa da suo padre, il quale ne fu tanto risentito che risolse una severa vendetta; e a tal fine, radunò i suoi parenti e seguaci, bruciò e distrusse le case del conte e depredò tutti i suoi affittuari nella contea di Kildare, che, sebbene in seguito a una lite privata, il conte dichiarò traditori e come tale perseguitò finché non furono tutti tagliati fuori e le loro proprietà confiscate. Come figlio maggiore era antenato di un gran numero di famiglie degne di questo nome.»
Ebbero un figlio:
- John noto anche come Shane FitzGerald di Osberstown[8], sposò Margaret Flatesbury[9], ebbero tre figli:

1. Gerald macShawn FitzGerald di Osberstown, antenato dei FitzGerald di Osbertstown
2. Raymond/Redmond FitzGerald, antenato dei FitzGerald di Rathangan e Timahoe
3. Richard FitzGerald di Brownestown, antenato dei FitzGerald di Brownestown

### Secondo Matrimonio
Sposò Lady Joan FitzGerald (?-13 giugno 1486), figlia di James FitzGerald, VI conte di Desmond. Ebbero cinque figli:
- Gerald FitzGerald, VIII conte di Kildare (gennaio 1456-3 settembre 1513);
- Sir Thomas FitzGerald (1458-16 giugno 1487), sposò Anna Preston, ebbero un figlio;
- Sir James FitzGerald (?-1513), sposò Eleanor FitzGibbon, ebbero una figlia;
- Lady Eleanor FitzGerald (?-14 novembre 1497), sposò Conn O'Neill, ebbero due figli;
- Lady Anne FitzGerald, sposò Gerald Kavanagh, non ebbero figli;